# Bernardino Lagni
Bernardino Lagni (ur. 1968 w Schio) – włoski wspinacz sportowy. Specjalizował się w boulderingu, w prowadzeniu oraz we wspinaczce klasycznej. Złoty medalista mistrzostw świata z 1999 we wspinaczce sportowej w konkurencji prowadzenie.

## Kariera sportowa
W 1999 w angielskim Birmingham wywalczył tytuł mistrza świata we wspinaczce sportowej, w konkurencji  prowadzenie, w finale pokonał Japończyka Yujiego Hirayamę. 
Wielokrotny uczestnik, prestiżowych, elitarnych zawodów wspinaczkowych Rock Master we włoskim Arco, gdzie w 1999 i w 2001 zajął szóste miejsca.

## Osiągnięcia

### Mistrzostwa świata
| Konkurencje | 1999 | 2001 | 2003 |
| Prowadzenie | 1    | 8    | 28   |

### Mistrzostwa Europy
| Konkurencje | 2000 | 2006 |
| Prowadzenie | 10   | 12   |

### Rock Master
| Konkurencje | 1999 | 2000 | 2001 |
| Prowadzenie | 6    | 8    | 6    |